# Bob Oksner
Bob Oksner   (Paterson, 14 d'octubre de 1916 - Delray Beach, 18 de febrer de 2007)  va ser un dibuixant de còmics nord-americà conegut tant per les tires d'aventures com pels còmics de superherois i humor, principalment a DC Comics.

## Biografia
Els primers treballs d'Oksner inclouen la creació de la segona versió de Marvel Boy el 1943 per a Timely Comics, el predecessor de Marvel Comics. Més tard va escriure amb Jerry Albert i va dibuixar la tira còmica dels diaris sindicats Miss Cairo Jones (1945–1947), després de la qual l'editor de DC Sheldon Mayer el va contractar com a artista en còmics adaptats d'altres mitjans. Oksner va dibuixar algunes històries de la Justice Society of America a All Star Comics durant els seus primers anys a DC. Va passar de les tires d'aventures a les d'adolescents com Leave It to Binky, que va debutar el febrer de 1948. El treball d'Oksner en aquest camp va incloure The Adventures of Dean Martin and Jerry Lewis i el seu successor, The Adventures of Bob Hope; The Many Loves of Dobie Gillis; Sgt. Bilko; Pat Boone; i Welcome Back, Kotter; i per al sindicat King Features, el spin-off del còmic del diari de la sèrie de televisió dels anys 50 I Love Lucy. Altres treballs inclouen dibuixar els còmics d'humor originals Angel and the Ape i Stanley and His Monster.
Quan la demanda de còmics d'humor va caure a la dècada de 1970, Oksner va començar a dibuixar sèries de superherois de DC com Superman, Supergirl, Shazam!, Superman's Girl Friend, Lois Lane, Ambush Bug i altres.
L'altre treball d'Oksner en tires còmiques va incloure el relleu de Gus Edson com a escriptor de Dondi de l'artista i creador Irwin Hasen durant un temps començant el 1965; i dibuixant i co-creant Soozi (1967), amb Don Weldon. Es va retirar del còmic l'any 1986.
Oksner era jueu.

## Premis
Oksner won the National Cartoonists Society Division Award for Comic Books in 1960 and 1961, and in 1970 the Shazam Award for Best Pencil Artist (Humor Division) for his work on Adventure Comics and other DC titles.
Oksner va ser el guanyador del Inkpot Award el 2002.

### DC Comics
- Action Comics (Superman) #429, 438–441, 446–449, 459 (inks over Curt Swan); #566 (inks over Howard Bender); #573 (inks over Kurt Schaffenberger); #577, 579 (inks over Keith Giffen); (Ambush Bug) #560, 563, 565 (inks over Giffen); #572 (inks over Bender) (1973–1986)
- Adventure Comics (Supergirl) #410–411, 414 (full art); #412–413 (inks over Art Saaf); #415 (inks over Win Mortimer); #417–418 (inks over José Delbo); #421–423 (inks over Mike Sekowsky); #419–420, 424 (inks over Tony DeZuniga) (1970–1972)
- The Adventures of Bob Hope #6–10, 13–17, 19–21, 23–24, 28, 67–77, 84, 86, 88, 90, 92–102, 105 (1950–1967)
- Adventures of Jerry Lewis #2, 4, 25, 36, 52, 73–74, 78, 83–98, 100, 105, 115, 120–122, 124 (1952–1971)
- All-American Comics #102 (1948)
- All-American Men of War #3 (1953)
- All Star Comics (Justice Society of America) #38 (full art); #43–47 (inks over Irwin Hasen) (1947–1949)
- Ambush Bug #1–4 (inks over Keith Giffen) (1985)
- Ambush Bug Stocking Stuffer #1 (inks over Keith Giffen) (1986)
- Angel and the Ape #1–7 (1968–1969)
- Binky #73, 75 (1970)
- Buzzy #23–26 (1949)
- Comic Cavalcade #29 (1948)
- Danger Trail #4–5 (1951)
- Daring New Adventures of Supergirl #1–13 (inks over Carmine Infantino) (1982–1983)
- Date With Debbi #13–14 (1971)
- DC Comics Presents #81 (inks over Keith Giffen) (1985)
- Detective Comics (Batgirl) #483–484; ("Tales of Gotham City") #492 (1979–1980)
- Elvira's House of Mystery #1 (inks over Ron Wagner); #2 (1986)
- Everything Happens to Harvey #1 (1953)
- Flash Comics (Ghost Patrol) #87–92, 95, 97–100 (inks over Carmine Infantino); (Atom) #93 (inks over Paul Reinman); #94 (full art) (1947–1948)
- The Fox and the Crow #96 (1966)
- Girls' Love Stories #21, 104, 108–110 (1953–1965)
- Girls' Romances #100, 108, 119 (1964–1966)
- Green Lantern #27 (inks over Howard Purcell) #34, 36, 38 (inks over Irwin Hasen) (1947–1949)
- House of Mystery #199 (1972)
- Leave It to Binky #1, 4, 7–9, 12–13, 15, 17–18, 20–21, 23–28, 32–35, 37, 39, 41, 43–45, 47, 50, 54 (1948–1956)
- Limited Collectors' Edition (Angel and the Ape) #C–34 [note 1] (1975)
- The Many Loves of Dobie Gillis #2, 5–7, 9, 15–20, 25–26 (1960–1964)
- Miss Beverly Hills of Hollywood #2–4, 7 (1949–1950)
- Miss Melody Lane of Broadway #1–3 (1950)
- Mystery in Space #3, 5–6, 8, 10–12 (1951–1953)
- Our Army at War #2, 5 (1952)
- Pat Boone #3 (1960)
- Plop! #6 (inks over Mike Sekowsky) (1974)
- Romance Trail #1–2 (1949)
- Secret Hearts #8, 94 (1952–1964)
- Secret Origins vol. 2 (Challengers of the Unknown) #12 (inks over Chuck Patton) (1987)
- Sensation Comics #84–87, 106 (1948–1951)
- Sensation Mystery #113 (1953)
- Sergeant Bilko #5, 9, 11, 13 (1958–1959)
- Sgt. Bilko's Pvt. Doberman #6 (1959)
- Shazam! (Captain Marvel) #10–13, 15, 18; (Mary Marvel) #10, 13, 16, 19 (1974–1975)
- Showcase (Angel and the Ape) #77 (1968)
- Son of Ambush Bug #1–6 (inks over Keith Giffen) (1986)
- Stanley and His Monster #109–111 (1968)
- Strange Adventures #6–9, 13–14, 16, 18, 21–28 (1951–1953)
- Strange Sports Stories #1 (inks over Curt Swan) (1973)
- Suicide Squad Annual #1 (inks over Keith Giffen) (1988)
- Super Friends (The Seraph) #38, 41, 46 (1980–1981)
- Supergirl, vol. 2, #14–20, 22–23 (inks over Carmine Infantino) (1983–1984)
- Superman (The Private Life of Clark Kent) #267; (Superman) #268, 271, 276, 278, 280–281, 283–287, 289, 291–293, 295–300, 303–306, 399, 401–403 (inks over Curt Swan); #301–302 (inks over José Luis García-López); #404 (inks over Infantino); (Supergirl) #375 (inks over Carmine Infantino) (1973–1985)
- The Superman Family (Jimmy Olsen) #183 (inks over Kurt Schaffenberger); (Nightwing and Flamebird) #193 (inks over Ken Landgraf); (Lois Lane) #196–197, 202–222 (pencils) (1977–1982)
- Superman's Pal Jimmy Olsen #149–152 (inks over José Delbo) (1972)
- Swing with Scooter #12, 17, 31 (1968–1970)
- Welcome Back, Kotter #1 (inks over Jack Sparling); #3–5, 8–10 (inks over Ric Estrada) (1976–1978)
- Wonder Woman #205 (inks over Don Heck) (1973)
- Young Romance #173 (inks) (1971)

### Marvel Comics
- Tots els còmics guanyadors # 9–11, 13 (1943–1944)
- Captain America Comics #65, 67 (1948)
- Kid Comics #1 (1943)
- Marvel Mystery Comics #10–46, 50–57, 72–75, 91 (1940–1949)
- Còmics místics #2 (1944)
- Còmics dels EUA #7 (1943)